# Histoire d'un crime
L'Histoire d'un crime é um filme, do cinema primitivo francês, de Ferdinand Zecca, realizado em 1901. O filme, de oito minutos de duração, tem muitas das características do cinema deste realizador, como seja o tema realista, influenciado por Zola: o crime, o alcoolismo, etc. Esta obra foi em parte inspirada numa cena presente no museu de cera Grévin. O filme é celebrado por incluir o primeiro flash-back de que há memória na história do cinema.
Segundo o IMDb, foi inspirado em um acontecimento real noticiado nos tablóides da época.

## Sinopse
Um homem entra em uma casa para roubar, quando o chefe da família acorda e o ladrão o mata. Uma sobreposição pontua a montagem e os policiais prendem o criminoso. Imagens dos sonhos do guarda e do prisioneiro fluem na parede, onde eles jogam cartas. Ao acordar, o preso recebe a extrema-unção e é guilhotinado